# Бурлаку, Джета
Дже́та Бурла́ку (рум. Geta Burlacu), настоящее имя Джета Поворознюк (род. 22 июля 1974, Бельцы, Молдавская ССР, СССР) — молдавская певица, участница Евровидения 2008 (песня «A Century of Love»). Заслуженная артистка Молдавии (рум. Artist Emerit, 2016).

## Биография
Джета Бурлаку начала петь в возрасте семи лет.
Обучалась игре на скрипке в музыкальной школе в Бельцах. Окончила музыкальный колледж в Бельцах по классу скрипки. В 1993 году поступила в Кишинёвскую консерваторию, на кафедру эстрадной музыки и джаза. Джета Бурлаку является победительницей и обладательницей многочисленных премий многих международных джазовых, эстрадных и фольклорных фестивалей в таких странах, как Румыния, Франция, Германия, Испания, Дания, Украина, Беларусь и др. С 1998 по 2011 год являлась солисткой вокального джаз-бэнда «UniVox».
2005 — 2007 — преподаватель вокала по джазовому отделению, Академия Искусств, Молдова.
В 2006 году получила стипендию Фонда Сороса, по разделу «Музыка».
В 2007 году Дж. Бурлаку участвует в турне известной кубинской группы «Buena Vista Social Club».
В 2008 году она представляла Молдову на международном конкурсе «Евровидение» с песней «Century of Love».
В 2009 году выступала в финале международного фестиваля «Cerbul de Aur», Брашов, Румыния.
С 2009 года и по сей день концертирует с Национальным Симфоническим Оркестром «Телерадио Молдова», а также с такими джазовыми коллективами как «Alex Calancea Band», «Angry Band», с оркестром народной музыки «Taraf Lautaresc».
В 2010 году гастролирует с группой Алекса Каланчи.
В 2011 году, Джета приняла участие в концерте «Women Day», в рамках празднования 40-летия Франкофонии, организованным UNESCO в Париже.
В 2012 году выпустила новый альбом Рождественских песен «Să ningă cerul peste noi», завершила год большим сольным джазовым концертом в Национальном Театре Оперы и Балета.
В 2013 году осуществила давнюю мечту и сыграла в музыкальном спектакле «Эротическая карусель», по пьесе Дэвида Хэйра, в постановке Георгия Тавадзэ (Грузия), на сцене кишиневского драматического театра им. Еуджен Ионеско.
Выступала с концертами в таких странах, как Франция, Германия, Австрия, Италия, Россия, Украина, Румыния, Китай, Англия, Беларусь, Испания, Дания, Ирландия и др.
Посол доброй воли от UNFPI (United Nations Population Fund) in Moldova.
В 2014 году, 12 и 13 января соответственно, по приглашению ассоциации «Connexions Moldavie» и при поддержке бюро «Pentru Relații cu Diaspora» Джета Бурлаку выступила с джазовыми концертами «Winter Jazz» в Париже и Люксембурге, где была горячо встречена представителями молдавской диаспоры, а также главами посольств Молдовы в Бельгии и Франции. Примечательно, что это первый официальный концерт представителей молдавской культуры в Люксембурге.

## Награды и номинации
2016 — Заслуженная артистка Молдавии (10 ноября 2016 года) — за плодотворную творческую деятельность, вклад в продвижение культурных ценностей и высокое профессиональное мастерство
2009 — Финалистка международного фестиваля «Cerbul de Aur», Румыния, Брашов
2008 — Победительница локального отбора на международный конкурс Евровидение
2007 — Лауреат фестиваля этно-джаза «Тригон», Молдова
2007 — Лауреат международного фестиваля «Faces of friends», Молдова
2007 — Солистка концерта открытие «BUENA VISTA SOCIAL CLUB», Национальный театр, Бухарест, Румыния
2007 — Солистка концерта открытие «BUENA VISTA SOCIAL CLUB», Оперный театр, Клуж, Румыния
2004 — Лауреат 3-й премии международного джазового фестиваля DODJ, Донецк, Украина
2001 — Лауреат специальной премии национального музыкального фестиваля народной музыки «Tamara Ceban», Молдова
2001 — Участница международного музыкального фестиваля «New Impro Music Fest», Молдова
2001 — Участница международного фестиваля «International Festival of Universal Music (FIMU)», Бельфор, Франция
2001 — Солистка оркестра народной музыки на Неделе народной музыки Румынии в Германии
2000 — Участница международного фестиваля «International Festival of Universal Music (FIMU)», Бельфор, Франция
2000 — Участница международного фестиваля искусств, «INTACT», Клуж-Напока, Румыния
2000 — Участница международного фестиваля «Jazz-Weekend», Молдова
2000 — Участница международного фестиваля «Mărţişor», Молдова
1999 — Участница международного фестиваля «Jazz-Weekend», Молдова
1997 — Дипломант международного конкурса «Золотой шлягер», Беларусь
1997 — Grand Prix республиканского конкурса «Tânăra Stea», Молдова

## Образование
- 2010 — Москва, Мастер класс по джазовому пению с Bobby McFerrin
- 2006 — обладатель стипендии Фонда Сорос, раздел «Музыка»
- 2005—2006 — Кишинёвская консерватория, класс «джазовая музыка»
- май 2000 — участница мастер-класса «Jazz Duo» с Анкой Паргел, Бельгия
- 1993—1997 — Музыкальная Академия им Г. Музическу, класс «исполнительница джазовой музыки»
- 1989—1993 — Музыкальный и педагогический колледж, класс скрипки, Бельцы

## Альбомы
- 2005 — этно-джазовый альбом «Ce n-aş da…» («Что я никогда не отдам») в Кишиневе
- 2008 — «La poarta pămîntului»
- 2009 — «O sete nebună»
- 2010 — «Cine Iubeshte»
- 2012 — «Sa ninga cerul peste noi»